# Bihi
Bihi (en népalais : बिही) est un comité de développement villageois du Népal situé dans le district de Gorkha. Au recensement de 2011, il comptait 612 habitants.